# Tristan Taormino
Tristan Taormino, född 9 maj 1971 i Syosset, är en amerikansk författare, sexualupplysare och filmproducent. Hon är som författare mest känd för sin Opening Up: A Guide to Creating and Sustaining Open Relationships, som ofta rekommenderas som en nybörjarguide till polyamori.
Som filmskapare förknippas hon ofta med framväxten av den feministiska pornografin. Hon har medverkat som kolumnist, föreläsare och TV-gäst i ämnen som berör sex och relationer, och hon definierar sig själv som queer och som en sexpositiv feminist. 

## Biografi

### Tidiga år
Taormino är enda barn till William J. Taormino och Judith Bennett Pynchon. På sin mors sida är hon ättling till William Pynchon, en tidig engelsk-amerikansk invandrare till USA. Hon är även syskonbarn till Thomas Pynchon.
Hennes föräldrar skilde sig innan hon hade fyllt två år, när fadern kom ut som homosexuell. Därefter uppfostrades hon i första hand av sin mor, och de var bosatta på Long Island. Hon behöll en nära relation med sin far, som 1995 avled i aids.
Taormino studera på Sayville High School på Long Island och hade de näst högsta betygen i sin avgångsklass. 1993 tog hon fil.kand.-examen i ämnet American Studies vid Wesleyan University.

### Böcker och skrivande
Taormino är författare till åtta egna böcker, inklusive den Firecracker Book Award-belönad The Ultimate Guide to Anal Sex for Women. Hon har fungerat som redaktör för ett antal olika antologier och bland dem den mellan 1996 och 2009 årligen utkommande bokserien Best Lesbian Erotica; bokserien belönades 2002 och 2003 med Lambda Literary Award.
Mellan 1999 och 2008 var Taormino en regelbunden kolumnist för The Village Voice, där hon varannan vecka skrev den sexrelaterade krönikan "Pucker Up". I tidningen syntes henne krönika på samma uppslag som Dan Savages Savage Love. Hon populariserade där och omdefinierade termen "queer heterosexuell".
| ”                              | I vissa fall är en queer identitet baserad på att någon eller båda parter i en relation har icke-traditionella könsuttryck… eller aktivt arbetar emot deras tilldelade könsroller. Några queera heterosexuella är starkt förknippade med queer-gemenskapen, dess kultur, politik och aktivism, men råkar älska och dras till människor av ett annat kön. Jag betraktar även människor som anammar alternativa sexuella modeller och relationer (polyamori, icke-monogami, BDSM, crossdressing) som queera, eftersom att se dem som 'straighta' – utifrån deras livsval – inte känns passande. | „ |
| – Tristan Taormino, 6 maj 2003 | |   |

2008 avslutade The Village Voice Taorminos krönika på grund av tidningens nedskärningar. Hon har även varit kolumnist för Velvetpark, The New York Times, Cosmopolitan och Playboy samt redaktör för On Our Backs – USA:s äldsta lesbiskproducerade tidning med sexuellt innehåll.
Taormino har vid ett flertal tillfällen kopplats samman med framväxten av den så kallade feministiska pornografin. 2013 fungerade hon som medredaktör för antologin The Feminist Porn Book.

### Föreläsningar och kontroverser
Tristan Taormino föreläser regelbundet på olika college och universitet, bland annat i frågor kring homosexualitet, genus och kön samt feminism. Några av hennes framträdanden har blivit kontroversiella, inklusive vid University of North Carolina at Greensboro och vid Princeton.
Den kanske mest uppmärksammade kontroversen kom 2011, i samband med en planerad föreläsning vid Oregon State University. Då strök administratörer vid universitetet hennes programpunkt vid Modern Sex Conference, eftersom delstatens skattemedel inte skulle behöva användas till att arvodera någon förknippad med pornografi. Uppmärksamhet kring universitetets omdiskuterade beslut ledde dock till att Taormino bjöds in att föreläsa vid ett av delstatens andra stora universitet – University of Oregon. Kritiken från olika studentorganisationer, bland annat för censur, ledde till sponsring av en separat föreläsning med Taormino med hjälp av insamlade medel.

### Olika medier

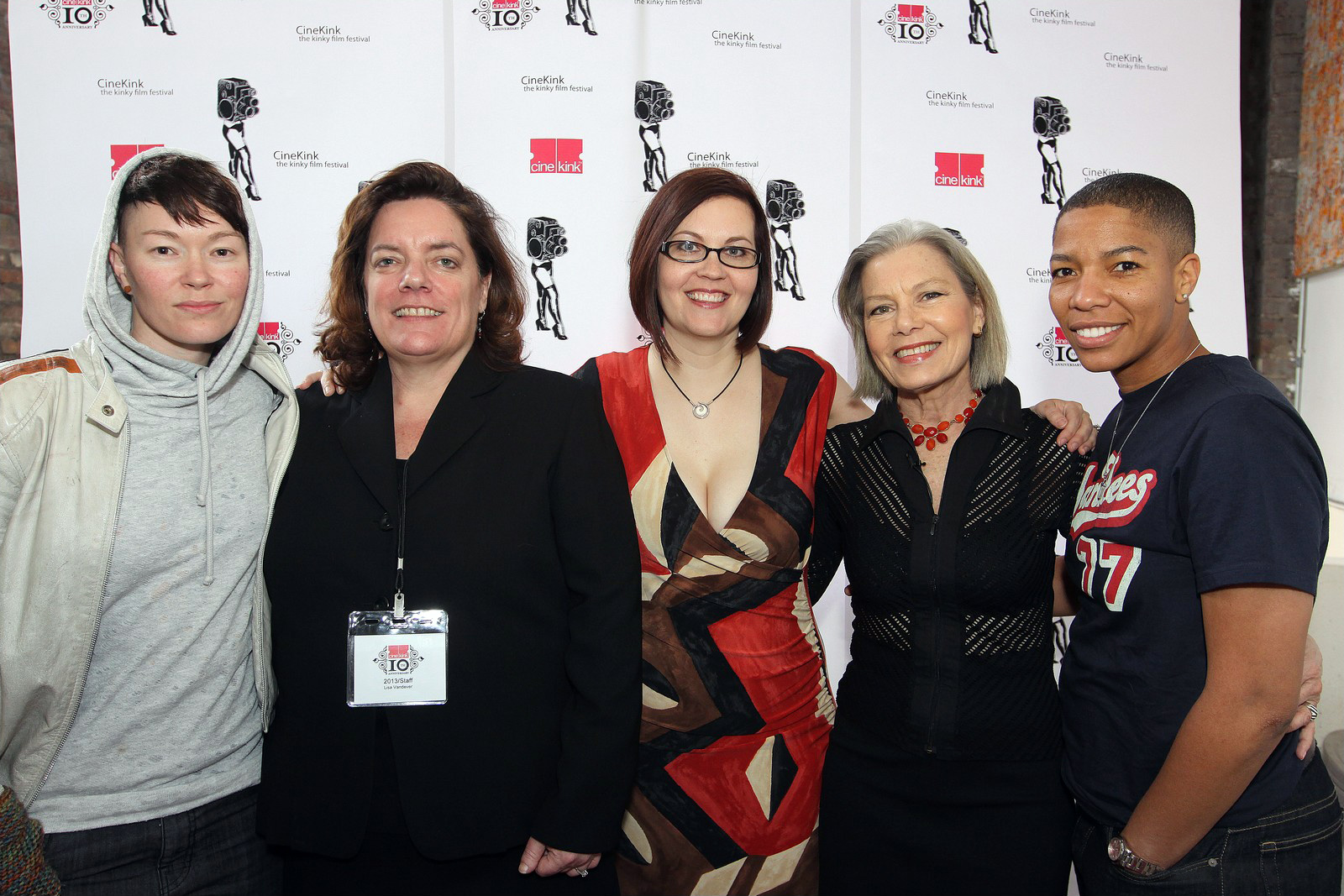
Vid 2013 års Cinekink-festival i New York. Från vänster: Jiz Lee, regissören Lisa Vandever, Tristan Taormino, Candida Royalle och Nenna Joiner.

Taormino har arbetat för film och TV i ett antal olika roller. 2001 var hon värd för TV-serien Sexology 101, produceradc för student-TV-kanalen The Burly Bear Network. Under 2002 och 2003 var hon återkommande gäst och paneldeltagare i Ricki Lake Show. Hon har syns som inbjuden expert på sex, relationer, feminism, pornografi och HBTQ-relaterade frågor hos bland annat HBO, Howard Stern och MTV.
2004 arbetade Taormino som manuskonsult och skådespelarassistent vid inspelningen av Spike Lees She Hate Me. Två år senare deltog hon som statist i en sexuellt explicit roll, i Cameron Mitchells film Shortbus. Hon har även synts i andra film- och TV-dokumentärer omkring pornografi eller specifika pornografer.
Vid sidan av sitt eget skrivande och föreläsande, betraktar hon sig själv som en feministisk pornograf. Hon har producerat två videor baserade på hennes egen bok The Ultimate Guide to Anal Sex for Women. Den första av dem (från 1999) hade regihjälp av John Stagliano och Ernest Greene, medan den andra två år senare regisserades helt och hållet av henne själv. I båda videorna bidrar hon till produktionen på båda sidor av kameran.
Därefter har hon spelat in ett antal andra rent pornografiska produktioner – bland annat för bolagen Vivid och Adam & Eve – utöver fler instruktionsvideor i olika sexrelaterade ämnen. 2006 regisserade hon Tristan Taormino's Chemistry, den första filmen i en serie med fullängds produktioner med kringmaterial runt en inspelning. Hon producerade även ett antal andra sexualupplysningsfilmer för Vivid, där hon skapade bolagets avdelning i ämnet.
Under 2021 producerade Taormino ett antal avsnitt av podden Sex Out Loud.

### Kritik
Den amerikanska universitetsprofessorn Rebecca Whisnant, som skrivit många starkt porrkritiska texter, anser att Taormino och hennes pornografiska verksamhet inte motiverar sin feministiska etikett. Hon anser att Taorminos produktioner endast företer mindre skillnader jämfört med den större mainstreampornografin. Whisnant har själv fått kritik för att hon inte insett att Taorminos feministiska fokus är på den etiska produktionen och inte på filmernas utseende.

## Utmärkelser
Som producent av pornografisk film fick hon 2006 en Emma vid det första Feminist Porn Awards i Toronto. 2012 valdes hon in i Hall of Fame vid XRCO Awards-galan. Vid XBiz Awards-galan 2020 nominerades hon till titeln "Sexpert of the Year".

### Eget författande
- The Ultimate Guide to Anal Sex for Women (Cleis Press, 1997/2006) ISBN 1-57344-028-0 (vinnare av en Firecracker Book Award och 1998 listad som Amazon.coms #1 bästsäljare i kategorin Women's Sex Instruction. Andra upplagan gavs ut 2006.
- Pucker Up: A Hands-on Guide to Ecstatic Sex (ReganBooks, 2001/2003) ISBN 0-06-098892-4 (återutgiven som pocket under titeln Down and Dirty Sex Secrets)
- True Lust: Adventures in Sex, Porn and Perversion (Cleis Press, 2002) ISBN 1-57344-157-0
- Opening Up: Creating and Sustaining Open Relationships (Cleis Press, 2008) ISBN 978-1-57344-295-4' om konsten att bygga och bevara öppna, polyamorösa och flersamma förhållanden.
- The Anal Sex Position Guide|The Anal Sex Position Guide: The Best Positions for Easy, Exciting, Mind-Blowing Pleasure (Quiver, 2009) ISBN 978-1-59233-356-1
- The Big Book of Sex Toys (Quiver, 2010) ISBN 1-59233-355-9
- Secrets of Great G-Spot Orgasms and Female Ejaculation (Quiver, 2011) ISBN 1-59233-456-3
- 50 Shades of Kink: An Introduction to BDSM (Cleis Press, 2012) ISBN 978-1-62778-030-8

### Som redaktör
- Pucker Up: the zine with a mouth that's not afraid to use it (Black Dog Productions, 1995–?; utgivare och redaktör)
- Best Lesbian Erotica (Cleis Press, 1996–2009; som redaktör för utgivningsserien)
- Ritual Sex (Rhinoceros Books, 1996; medredaktör)
- A Girl's Guide to Taking Over the World: Writings from the Girl Zine Revolution (St. Martin's Press, 1997; medredaktör)
- Hot Lesbian Erotica (Cleis Press, 2005) editor
- Best Lesbian Bondage Erotica (Cleis Press, 2007; redaktör)
- Sometimes She Lets Me: Best Butch/Femme Erotica (Cleis Press, 2010; redaktör)
- Take Me There: Trans and Genderqueer Erotica (Cleis Press, 2011; redaktör) ISBN 978-1-57344-720-1
- The Ultimate Guide To Kink: BDSM, Role Play and the Erotic Edge (Cleis Press, 2012; redaktör) ISBN 978-1-57344-779-9
- Stripped Down: Lesbian Sex Stories (Cleis Press, 2012; redaktör) ISBN 978-1-57344-794-2
- The Feminist Porn Book: The Politics of Producing Pleasure (Feminist Press, 2013; medredaktör) ISBN 978-1-55861-818-3
- When She Was Good: Best Lesbian Erotica (Cleis Press, 2014; medredaktör) editor ISBN 978-1-62778-069-8
- Tristan Taormino, Celine Parreñas Shimizu, Constance Penley, Mireille Miller-Young, red (2013). The feminist porn book: the politics of producing pleasure. Feminist Press. ISBN 978-1-55861-818-3. Läst 17 juli 2023